# Sporting Fingal
Sporting Fingal Football Club (Irisch: Cumann Peile Fhine Gall) war ein 2007 gegründeter semi-professioneller Fußballverein aus dem irischen County Fingal. Der Club wurde gegründet, um die vakante Lizenz von Kilkenny City in der League of Ireland zu besetzen und nahm daher seit der Gründung am Spielbetrieb des zweiten Zuges der irischen Profiliga teil. Nach der Saison 2010/11 löste sich der Verein auf.

## Geschichte
Fingal hatte eine erfolgreiche Saison 2009 in der League of Ireland. Es gelang der Aufstieg in die Premier Division sowie der Gewinn des nationalen Pokals FAI Cup und damit die Qualifikation für die UEFA Europa League 2010/11. Dort schied der Klub in der zweiten Qualifikationsrunde gegen den portugiesischen Vertreter Marítimo Funchal aus.
Der Verein wurde 2011 aufgelöst.

## Erfolge
- Irischer Pokalsieger: 2009